# Île Kodiak
Pour les articles homonymes, voir Kodiak.
L'île Kodiak est une grande île côtière du Sud de l'Alaska dont elle est séparée par le détroit de Chelikhov. Elle se situe à environ 406 km au sud-sud-ouest d'Anchorage.
C'est la plus grande île de l'Alaska et la seconde plus grande des États-Unis après celle d'Hawaï. Elle a une superficie de 8 975 km2 pour une longueur de 160 km et une largeur variant de 16  à   96 km.
Kodiak est l'île principale d'un archipel dont elle porte aussi le nom.

## Géographie

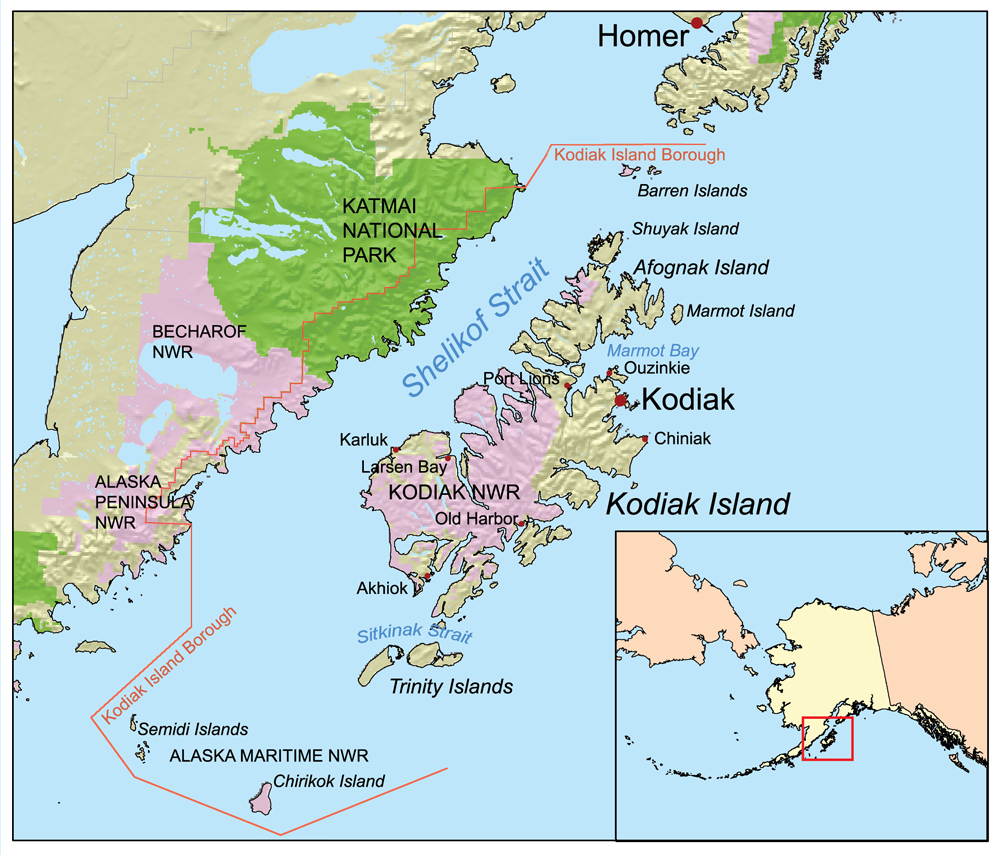
Carte du borough de l'île Kodiak l'y regroupant avec une bande continentale

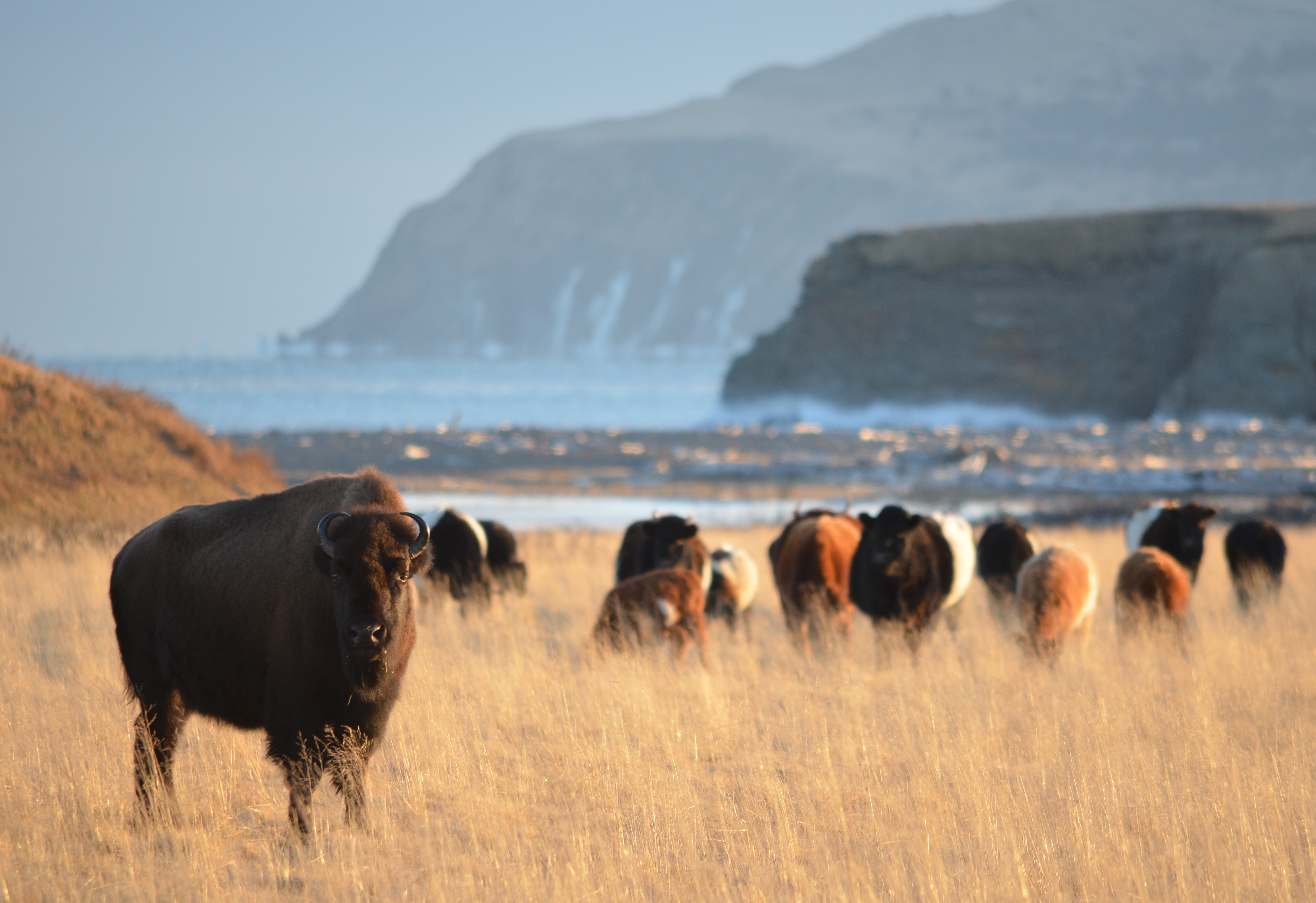
Bisons et bétail au Kodiak Game Ranch de Bill Burton, à Narrow Cape.

Il s'agit d'une île montagneuse et couverte de forêts au nord et à l'est, forêts un peu moins denses au sud. Elle possède des baies profondes, libres de glace en hiver, permettant ainsi le mouillage de navires.
La plus grande partie de l'île est une réserve naturelle nationale (National Wildlife Refuge) réputée pour ses espèces endogènes comme le crabe royal kodiak et surtout l'ours kodiak, sous-espèce d'ours (brun) considérée avec l'ours blanc comme les plus grands carnivores terrestres.
L'île Kodiak fait partie du borough de l'île Kodiak tout comme Kodiak, sa plus grande ville. Ses villages principaux sont Akhiok, Old Harbor, Karluk, Larsen Bay, Port Lions et Ouzinkie.
La pêche y est l'activité principale, surtout celles du saumon, du flétan et du crabe. La Karluk est célèbre pour ses remontées de saumons sauvages. L'exploitation forestière, l'élevage et de nombreuses conserveries complètent l'activité de l'île.
Kodiak abrite également la base de lancement Kodiak Launch Complex utilisé pour des tests de missile balistique ainsi qu'une grande base de l'United States Coast Guard, l'Integrated Support Command Kodiak.

### Lacs
Les principaux lacs de l'île Kodiak sont :
- le lac Karluk (38,5 km2) ;
- le lac Frazer (16,6 km2) ;
- le lac Rouge (Red Lake) (7,8 km2).

## Histoire

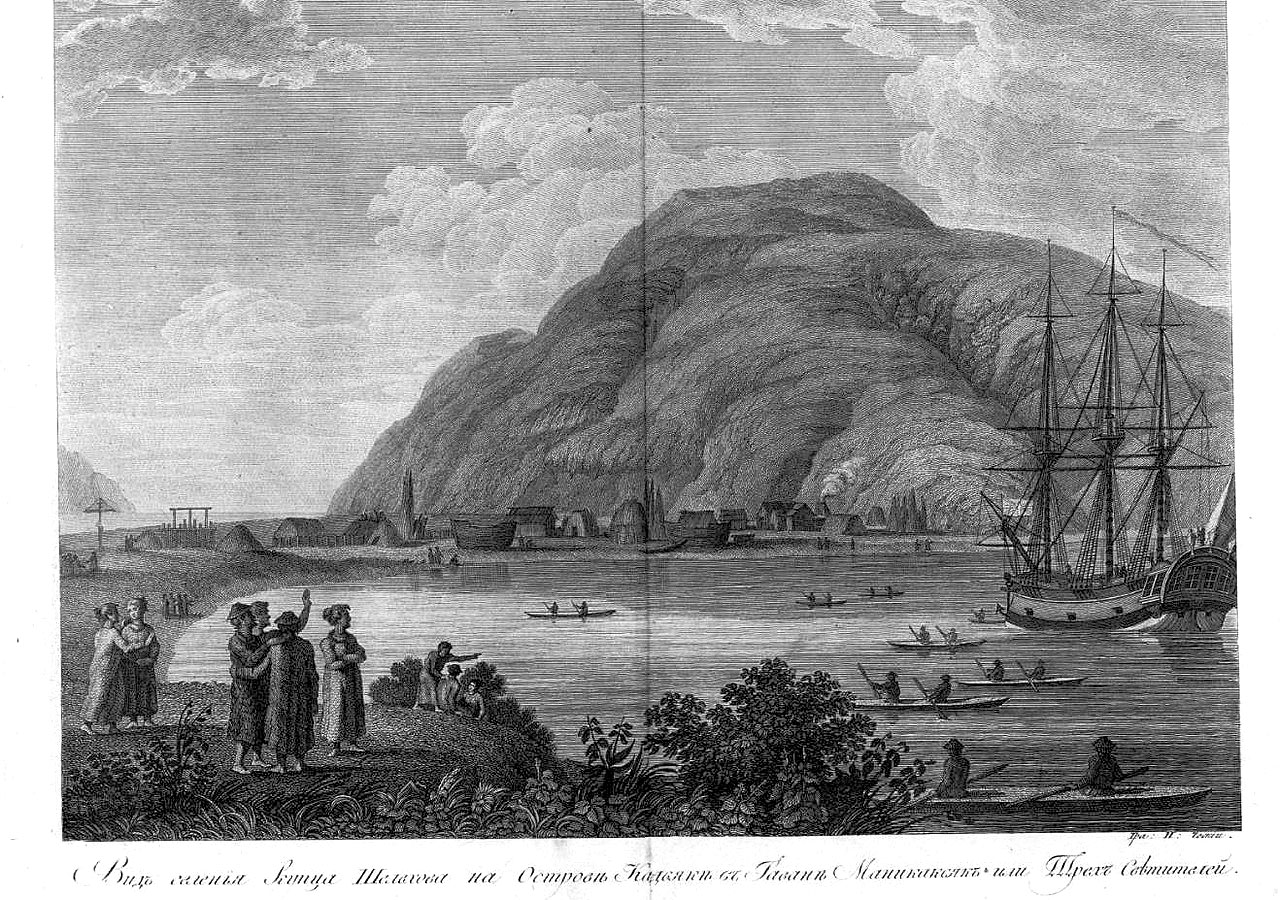
Paysage de l'ancien établissement de Grigori Chelikhov sur l'île Kodiak.

Kodiak est la terre ancestrale de la nation Alutiiq des Koniagas, dont les premiers habitants y vivaient de chasse, pêche, culture et cueillette.
Les Russes sont les premiers Européens connus à l'explorer, d'abord en 1763 par le marchand de fourrures Stepan Glotov, puis par l'explorateur Grigori Chelikhov qui, après avoir perpétré le massacre d'Awa'uq en 1784, crée une première colonie au fond de la baie des Trois-Saints, à côté de l'actuel village d’Old Harbor. La colonie est déplacée en 1792 vers le site de l'actuelle Kodiak et devient le centre du commerce de la fourrure pour l'Amérique russe.
Après l'achat de l'Alaska par les États-Unis en 1867, des Américains s'installent dans l'île essentiellement pour la chasse et l'élevage de renards. Mais des missions chrétiennes orthodoxes américaines, auxquelles se joignent des prêtres russes, poursuivent l'évangélisation des habitants, comme la mission dont fait partie Tikhon Chalamov père de Varlam Chalamov, qui passe ainsi douze années comme missionnaire sur Kodiak à la fin du XIXe siècle.
En 1912, l'éruption du volcan Novarupta sur la partie continentale de l'Alaska, attribuée alors de manière erronée au volcan plus connu du mont Katmai, recouvre l'île de cendres volcaniques, provoquant d'importantes destructions et tuant de nombreuses personnes. L'île est ensuite frappée en 1964 par un tremblement de terre dit du vendredi saint et un tsunami en découlant détruisant la majeure partie de la ville de Kodiak.

## Ethnologie
Les Amérindiens koniagas ont été étudiés par de nombreux explorateurs européens qui s'étonnaient de leur pratique du concubinage masculin : une mère kodiak choisit son plus beau et plus prometteur garçon, l'habille et l'élève comme une fille, ne lui enseignant que les tâches domestiques, le gardant pour les travaux féminins, l'associant aux autres femmes et filles du village dans le but de le rendre complètement efféminé. Et d'après Richard Francis Burton dans son livre Terminal Essay, arrivé à l'âge de l'adolescence il est marié à un homme vigoureux qui considère un tel compagnon comme une grande acquisition.
Ces concubinages mâles sont appelés Achnutschik ou Schopans. Ils ont été étudiés dans des études ethnologiques de Henrik Johan Holmberg (en), Georg Heinrich von Langsdorff, Joseph Billings, Choris, Iouri Lisianski et Marchand.

## Culture

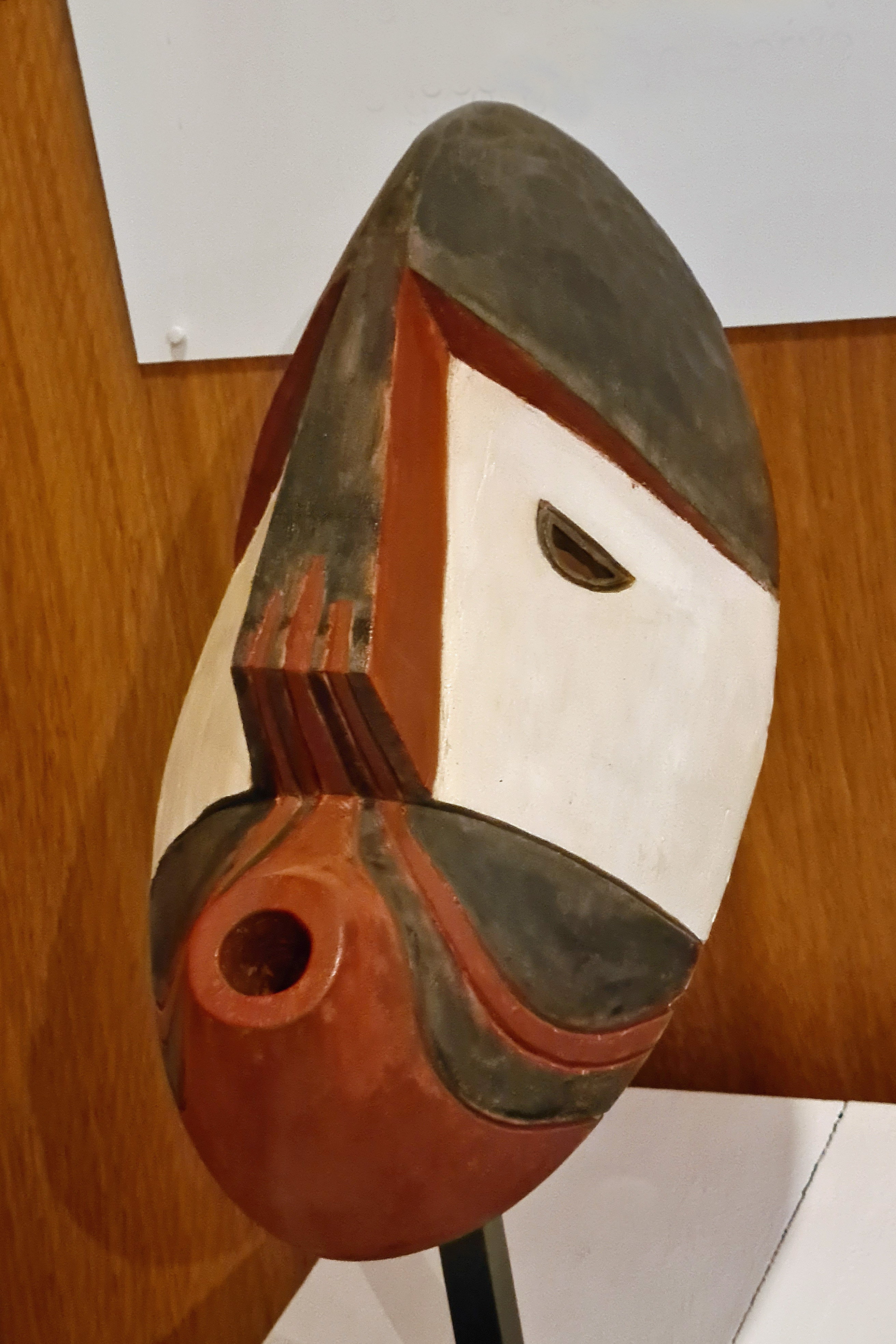
Masque cérémoniel Chumliq donné par Alphonse Pinart au château-musée de Boulogne-sur-Mer.

Le linguiste et ethnologue Alphonse Pinart (1852-1911) a constitué une collection unique au monde de quatre-vingts masques provenant de l'île Kodiak, au cours de son expédition en Alaska entre 1871 et 1872. Cette collection est aujourd'hui exposée au château-musée de Boulogne-sur-Mer dans la région des Hauts-de-France.